# Платанос (дем Гортина)
Вижте пояснителната страница за други значения на Платанос.
Пла̀танос (на гръцки: Πλάτανος) е село в Република Гърция, дем Гортина, остров Крит. Селото има население от 243 души.

## Личности
Родени в Платанос
- Георгиос Катехакис (1881 – 1936), гръцки офицер, революционер, министър